# Tube de Montgomery
Un tube de Montgomery, ou tube en T de Montgomery, est une prothèse en forme de T destinée à la trachée, inventée par William W. Montgomery en 1965,. Les tubes de Montgomery sont utilisés dans le traitement des sténoses trachéales, mais aussi parfois après une chirurgie de la trachée ou du larynx, et nécessitent la présence d'une trachéotomie. Le matériau utilisé est le silicone.
Les complications sont principalement à type d'obstruction, pouvant entraîner une dyspnée voire une détresse respiratoire, et de décanulation accidentelle. Des aérosols quotidiens doivent être réalisés afin de fluidifier les sécrétions bronchiques et d'éviter la formation de dépôts sténosants à l'intérieur de la canule.